# Barra do Açu
Barra do Açu, Praia do Açu ou simplesmente Açu, é uma localidade praiana pertencente ao 5º distrito do município de São João da Barra, no estado do Rio de Janeiro, no Brasil.

## Etimologia
"Barra" é um termo que designa a desembocadura de rios. No caso, o rio em questão é o Rio Paraíba do Sul. "Açu" é um termo de origem tupi que significa "grande". Provavelmente, uma referência ao Rio Paraíba do Sul.

## Porto do Açu
Com grande expectativa de investimentos o Porto do Açu já trouxe vários trabalhadores para o município de São João da Barra, empresas contratadas trouxeram trabalhadores e muitos comércios surgiram para suprir a necessidade dessas pessoas como restaurantes, depósitos de construção, supermercados. Com a crise de 2008 e a desistência de instalação de siderúrgicas, que inviabilizou a instalação das térmicas fez com que o projeto ganhasse desconfiança no mercado, ações do grupo de Eike Batista despencaram na bolsa, pela dúvida na capacidade de tornar os projetos reais.

### As desapropriações
O Decreto Estadual 41.915/2009, aprovado pela Câmara de Vereadores permitiu a desapropriação como de interesse público uma área de 7.200 hectares, as desapropriações foram feitas através da Companhia de Desenvolvimento Industrial do Estado do Rio de Janeiro (Codin) e a ex-LLX (atual Pruma), para dar espaço ao condomínio industrial previsto no projeto. Há informações do pagamento de R$ 2,8 milhões em auxílio para 190 famílias, das quais 35 foram para o assentamento, que leva o nome de Vila da Terra. As denuncias de irregularidades na desapropriação dos agricultores vem sendo feita há anos, eles acusam situações de falta de transparência, descumprimento da legislação ambiental e latifundiária, além da pressão sofrida para que saíssem de suas terras As condições do novo assentamento (Vila da Terra), segundo os reassentados, são como as de uma "favela rural", pela proximidade das casas, já que estavam acostumados a terras amplas e próprias ao cultivo. Segundo a LLX, as casas têm toda infra-estrutura necessária com móveis e aparelhos eletrônicos entregues juntos com as casas, os terrenos tem dimensão mínima de 2 hectares, e os terrenos acima de 10 hectares seriam desapropriados e pagos com o valor corresponde as terras.

### A crise no grupo EBX
A LLX deixa de existir, virando Prumo, a negociação ocorreu com o grupo americano EIG, prevendo o aumento de capital privado de 1,3 bilhão. Eike Batista ainda continua como acionista importante com 21%, mas não faz parte mais do Conselho Administrativo da empresa que agora fica sobre a presidência de Eduardo Parente (ex presidente da MRS Logística). A OGX, atualmente Oléo e Gás Participações, tenta se recuperar da enorme dívida. A MPX, empresa de Energia, virou Eneva, com a compra de ações de Eike Batista pela alemã E.ON, agora a empresa tem 36,2% de participação com a compra das ações que eram de Eike Batista. A REX, empreendimento imobiliários, vendeu o Hotel Glória para a Suiça Acron AG, o hotel seria reformado para a Copa do Mundo e Olimpiadas de 2016, a rede Four Seasons deve operar o hotel. [carece de fontes?]

### EIG e compra da LLX (atual Prumo)
Após analisar outros ativos do grupo, a EIG avaliou o porto como o de maior potencial de valorização. Também pesou o fato de 80% do financiamento das obras já estarem equacionados. Especializada em energia e infraestrutura para o setor, a EIG aposta na localização do Açu para atrair empresas de petróleo. Em desenvolvimento desde 2007, o Porto do Açu assinou acordos preliminares com cerca de 60 empresas, mas pouco mais de uma dezena fechou contratos de longo prazo. Outras, como a montadora Nissan e as siderúrgicas Wisco e Ternium, desistiram.

## Lagoa do Açu
Em 2012 a Lagoa do Açu virou Parque Estadual da Lagoa do Açu. Nesta área de 8.251,45 entre Campos dos Goytacazes e São João da Barra há vegetação de restinga e de mangue, sítios de pouso e reprodução de aves migratórias e região de desova da tartaruga marinha conhecida como cabeçuda. Apenas 1% do parque esta situado no município de São João da Barra.

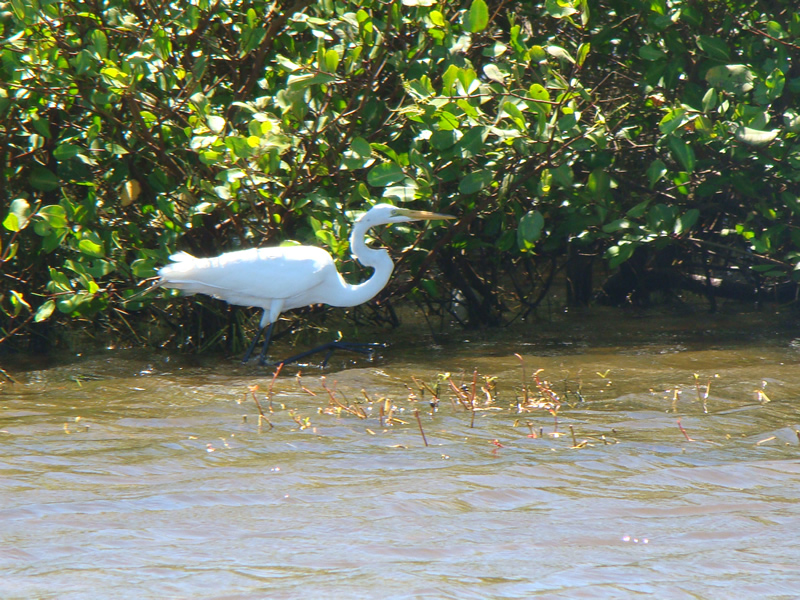
Lagoa do Açu

### Lagoa Salgada
A Lagoa Salgada também esta situada ao sul do município, e é classificada pela Sigep (Comissão Brasileira de Sítios Geológicos e Paleobiológicos) como um sítio geológico e paleontológico, onde apresenta formação de estromatólitos, um tipo de rocha primitiva formada por cianobactérias, que são consideradas as responsáveis pelo aparecimento do oxigênio na atmosfera terrestre. Esse tipo de formação rochosa é a única no Brasil e na América do Sul, sendo observados apenas na China e Estados Unidos. Há também estudos que sinalizam que a lagoa têm uma lama com rico material orgânico igual ou superior ao do Mar Morto, Israel.